# Schwestergruppe

Zwei in ihrer Aussage identische Beispielkladogramme: Die terminalen Taxa A und B sind Schwestergruppen, die aus A und B bestehende Klade und Taxon C ebenfalls. A und C sowie B und C alleine haben in dieser Drei-Taxon-Beziehung hingegen kein Schwestergruppenverhältnis.

Schwestergruppe, auch Schwestertaxon oder Adelphotaxon, ist ein Begriff aus der Kladistik. Zwei Taxa, die eine nur ihnen gemeinsame Stammart besitzen, sind Schwestergruppen. Schwestergruppen auf Ebene der Art nennt man Schwesterarten.
Auf der Grundlage einer phylogenetischen Untersuchung werden zwei Arten nur dann Schwesterarten genannt, wenn sie füreinander die nächsten Verwandten darstellen, abstammend aus unmittelbaren gemeinsamen Vorfahren.